# Cigar-Box-Gitarre

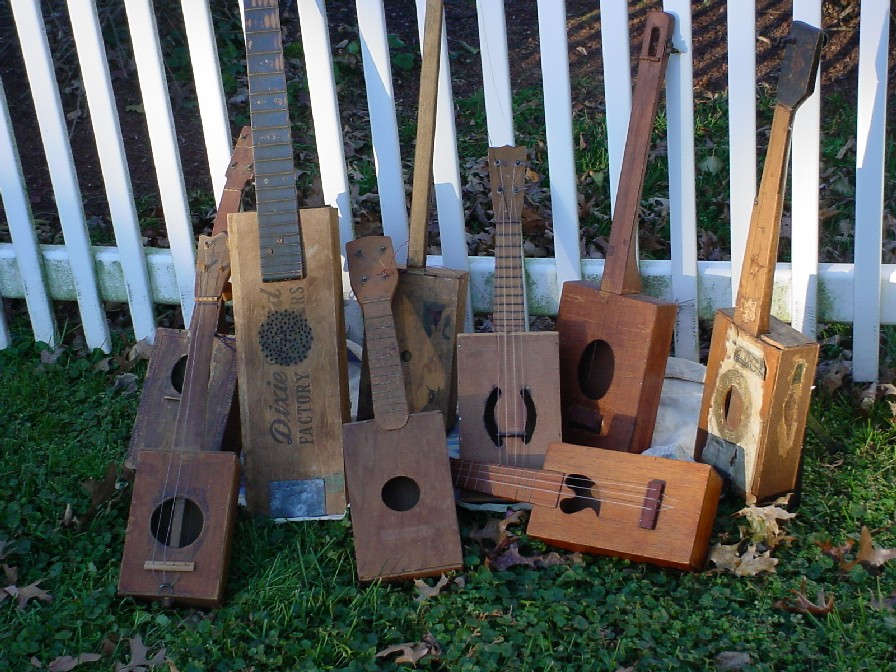
Cigar-Box-Gitarren

Die Cigar-Box-Gitarre (kurz CBG, englisch cigar box guitar) oder Delta-Blues-Gitarre ist eine einfache, oft in Eigenbau hergestellte Kastenhalslaute mit einer kleinen Holzkiste, besonders einer Zigarrenkiste (englisch cigar box) als Resonanzkörper. Heute ist CBG ein Sammelbegriff, mit dem auch aus anderen Holzkisten in Eigenbau gefertigte Instrumente bezeichnet werden. Die frühesten Modelle waren oft nur mit einer oder zwei Saiten bespannt, die modernen hingegen typischerweise mit drei oder mehr. Dieses Instrument ist eng mit dem Blues, Jug und dem Spiel mit dem Bottleneck verbunden.

## Bauform

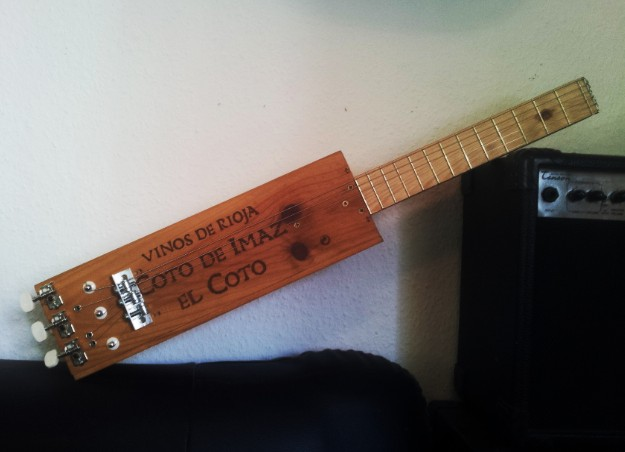
Moderne CBG aus einer Weinkiste; die Stimmmechaniken sind am Korpus befestigt

Der Aufbau einer CBG unterliegt keinen strengen Regeln, jedoch ist eine CBG normalerweise in Anlehnung an die Gitarre in die drei Teile Kopf, Hals und Korpus zu untergliedern.
Ursprünglich war die CBG ein rein akustisches Instrument. Daher besteht der Korpus aus einem Holzkasten, der mit Schalllöchern versehen als Resonanzkörper dient. Aufgrund der Herkunft und Geschichte dieser Instrumente verwendet man als Korpus traditionell Zigarrenkisten; aber auch jede andere Holzkiste, die in Wandstärke und Größe vergleichbar ist, ist für den Bau geeignet.
Der Hals besteht in vielen Fällen aus einem einfachen Kantholz oder bei besonders rudimentären Modellen auch aus einem Besenstiel. Das Vorhandensein eines extra aufgeleimten Griffbrettes oder einer Bundierung ist nicht zwingend. Jedoch tritt dies gerade bei modernen Modellen, v. a. aus semi- und professionellem Bau, verstärkt auf.
Der Kopf dient wie bei den meisten Gitarrenarten zur Befestigung und Spannung der Saiten durch Stimmmechaniken. Auch wenn das aufsetzen einer extra Kopfplatte möglich ist, besteht der Kopf traditionell aus dem vertieften Ende des Halses. Auch ist das Fehlen eines Kopfes durchaus möglich, sofern die Stimmmechaniken am Korpus befestigt wurden.
Die Herstellung solcher Instrumente geschieht v. a. in Eigenbau, der auch Teil der CBG-Philosophie ist. Zahlreiche individualisierende Eigenarten in Bauart und Optik der Instrumente sind daher die Regel. Hierzu gehört z. B. die Form und Anzahl der Schalllöcher, das Vorhandensein eines speziellen Resonators, einer Bundierung oder von Tonabnehmern. Letztere sind beim Bau moderner Cigar-Box-Gitarren fast schon zur Regel geworden. Im Gegensatz zu ihren historischen Vorbildern sind daher die Modelle des Modern Revivals eher den elektrischen Gitarren zuzuordnen als den akustischen.

## Herkunft
Zigarren wurden bereits um 1800 in Boxen, Kisten oder Fässern verpackt. Jedoch existieren die kleinformatigen Zigarrenkisten, die den heutigen ähnlich sind, erst seit den 1840er Jahren. Vorher wurden Zigarren in größeren Kisten verschifft, die 100 oder mehr Zigarren pro Kiste enthielten. Jedoch nutzten die Zigarrenfabrikanten ab etwa 1840 kleinere Formate, die portabler waren und nur noch ca. 20–50 Zigarren pro Kiste enthielten.
Der früheste Beweis für ein Instrument, das aus einer Zigarrenkiste hergestellt wurde, ist eine Illustration, die im Jahre 1876 urheberrechtlich geschützt wurde. Diese zeigt zwei kampierende Bürgerkriegssoldaten, von denen einer eine Cigar-Box-Fidel spielt. Die Abbildung wurde von dem Künstler Edwin Forbes geschaffen, der auf Seiten der Unionsarmee tätig war. Die Darstellung war in Forbes’ Werk Life Stories of the Great Army. 
Des Weiteren publizierte im Jahr 1884 Daniel Carter Beard, der Mitbegründer der Boy Scouts of America, Pläne für ein Cigar-Box-Banjo in Christmas Eve With Uncle Enos. Diese Pläne wurden 1890 womöglich unter dem neuen Titel How to Build an Uncle Enos Banjo in Beards American Boy’s Handy Book publiziert. Diese Pläne zeigten eine Anleitung für den Bau eines bundlosen, aber spielbaren fünfsaitigen Banjos aus einer Zigarrenkiste.
Auch wenn es scheint, dass die ersten Instrumente aus Zigarrenkisten primitiv waren, war dies nicht immer der Fall. Bill Jehle, Kurator des National Cigar Box Guitar Museums und Autor von One Man’s Trash: A History of the Cigar Box Guitar, beschreibt zwei erworbene, gut gebaute und spielbare Cigar-Box-Fideln aus den Baujahren 1886 und 1889. Die ältere wurde für einen achtjährigen Jungen gemacht und ist spielbar. Die Bauweise der jüngeren deutet sogar auf ein ernsthaft zu spielendes Instrument hin.

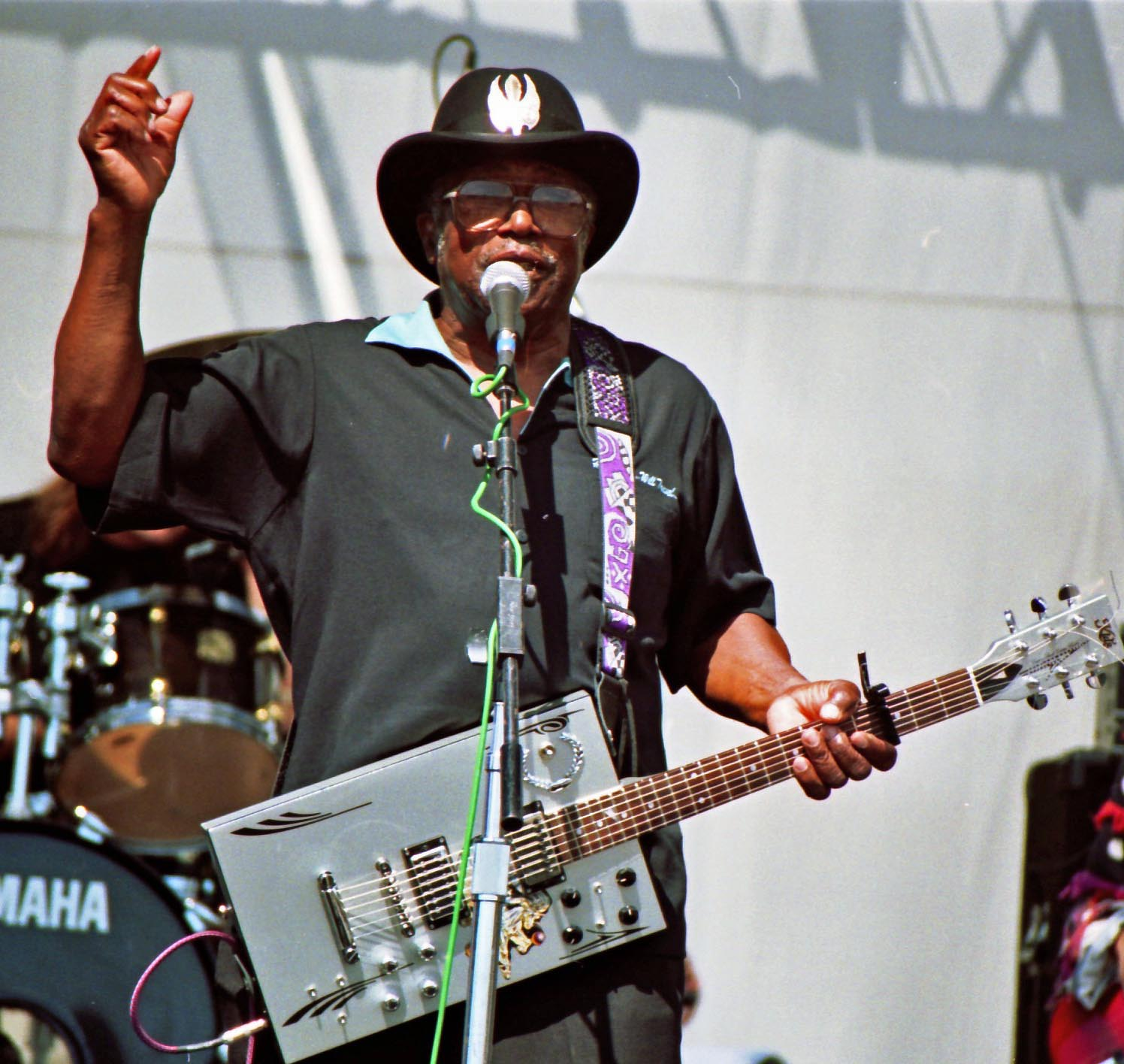
Bo Diddley auf dem Long Beach Blues Festival (1997)

Die Cigar-Box-Instrumente bekamen während der Entstehung der Jug-Bands und des Blues besondere Bedeutung. Viele dieser Musiker waren schwarze Amerikaner, die in Armut lebten und kein Geld für ein „echtes“ Instrument besaßen. Daher spielten sie auch eine Reihe von Instrumenten, die in Eigenbau hergestellt wurden, oft auch solche, die Holzkisten wie z. B. Zigarrenkisten als Resonanzkörper nutzen.
Während der Great Depression in den 1930er Jahren stieg der Gebrauch von selbst gemachten Musikinstrumenten. In dieser schweren Zeit war im Süden der Vereinigten Staaten der Blues ein beliebter Zeitvertreib. Ein „richtiges“ Musikinstrument überstieg jedoch die finanziellen Möglichkeiten der meisten Menschen. Die Folge waren die kreativen, selbstgemachten Musikinstrumente, wie z. B. die Herstellung von Gitarren aus Zigarrenboxen.
Viele Gitarren-, Jazz- und Bluesgrößen haben ihre ersten musikalischen Schritte auf einer CBG gemacht oder besaßen eines dieser Instrumente wenigstens in ihren jungen Tagen. Zu nennen sind hier z. B. Blind Willie Johnson, Lightin’ Hopkins, Charlie Christian, Carl Perkins, Jimi Hendrix, George Benson, Roy Clarks, Albert King, Hound Dog Taylor, Big Bill Broonzy, Buddy Guy, Louis Armstrong, Pee Wee Crayton und viele mehr. Der Bluesmusiker Bo Diddley war von der CBG als Bluesinstrument derart überzeugt, dass er sie während seiner gesamten Karriere nicht ablegte.

## Verbreitung

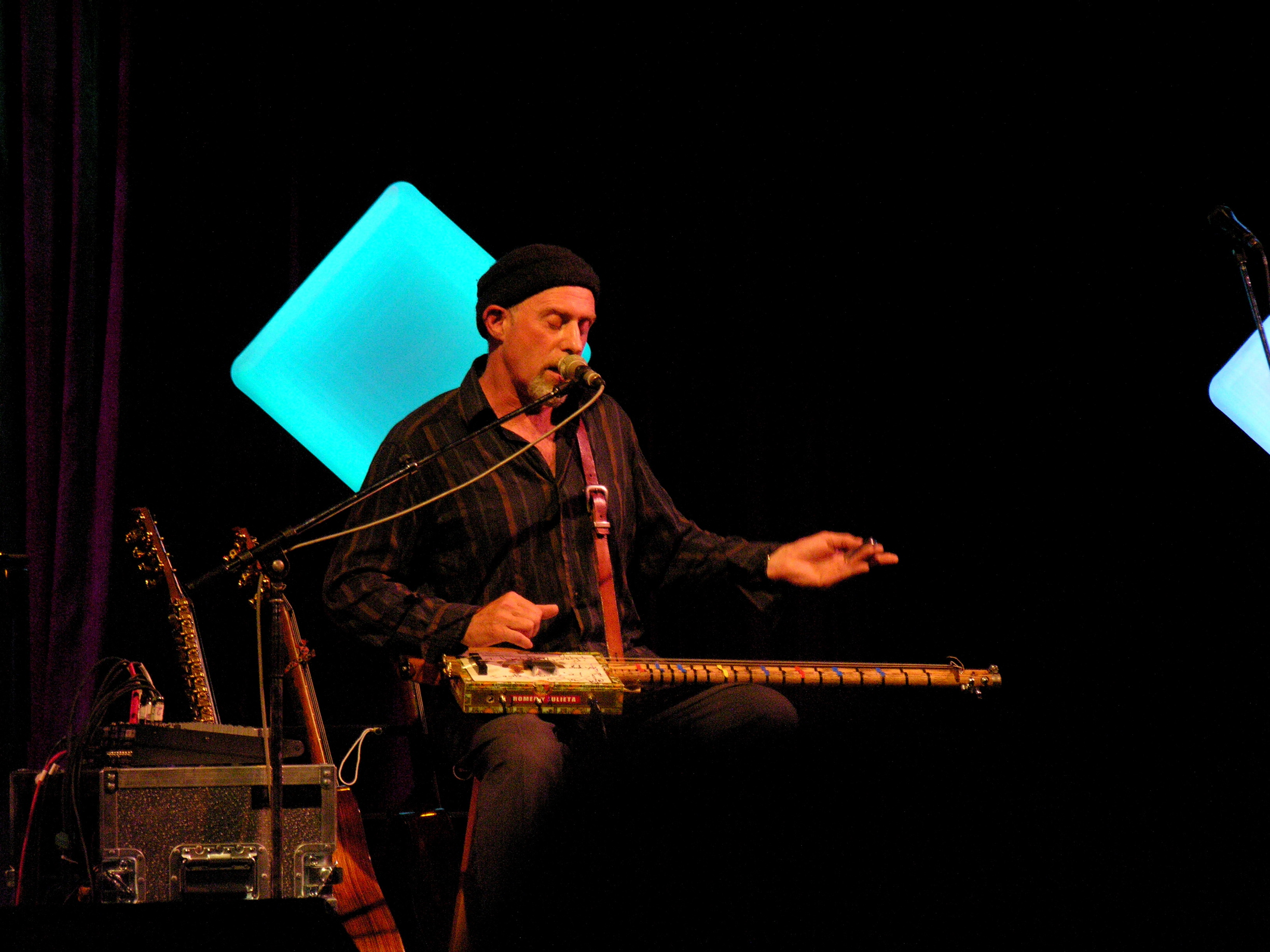
Harry Manx und seine Cigar-Box-Gitarre

In den Vereinigten Staaten ist das Wiederaufleben dieser Instrumente unter dem Begriff „Cigar Box Guitar Revolution“ bekannt. Dieses Modern Revival hängt mit der Zunahme von CBG-Bauern und CBG-Künstlern zusammen. Jeden Sommer touren Undergroundmusiker an der Ostküste der Vereinigten Staaten im Rahmen der „Master of the Cigar Box Guitar Tour“. Hinzu kommt eine wachsende Anzahl kleiner Instrumentenbauer, die Cigar-Box-Gitarren in ihr Verkaufssortiment aufnehmen. Darüber hinaus gehen mittlerweile auch professionelle Gitarrenhersteller dazu über, die CBG ihrem Sortiment hinzuzufügen. So stellt z. B. die Firma Saint Blues serienmäßig Cigar-Box-Gitarren mit drei und vier Saiten her.
Das Wiederaufleben der Cigar-Box-Instrumente hängt wohl auch mit Jug-Bands und der DIY-Kultur zusammen, da eine Zigarrenkiste ein günstiges Objekt ist, wenn man von Faktoren wie Saiten und Zeit absieht. Viele moderne Cigar-Box-Gitarren können als eine Art Übung im Instrumentenbau betrachtet werden und als eine Maßnahme, dem Instrument eine persönliche Note zu verleihen. Hier sei z. B. an das Hinzufügen von Tonabnehmern und Resonatoren in den Korpus der CBG gedacht.
Die Wiederbelebung der Cigar-Box-Gitarren in den Vereinigten Staaten war im Jahr 2008 Inhalt des Dokumentarfilms Songs Inside The Box. Dieser wurde vor allem während des jährlichen Festivals Cigar Box Guitar Extravaganza in Huntsville, Alabama, aufgenommen.

## Cigar Box Guitar Museum
Das Cigar Box Guitar Museum, eine öffentlich zugängliche Ausstellung rund um die CBG, befindet sich in Speal’s Tavern, einem kleinen Bluesclub in New Alexandria, Pennsylvania. Der Kurator ist der Cigar-Box-Gitarrist Shane Spael, und die Ausstellung beinhaltet über 40 alte und moderne Cigar-Box-Gitarren. Shane Speal ist auch der Kurator des im Jahr 2004 eröffneten National Cigar Box Guitar Museums in York, Pennsylvania.

## Stimmung
Für die Cigar-Box-Gitarre gibt es keine definierte Stimmung. Sie kann folgendermaßen gestimmt werden.
- offene Stimmung („Open tuning“)
  - dreisaitig: z. B. A – e – a oder G – d – g
  - viersaitig: z. B. A – e – a – cis′ oder G – d – g – h
- klassische Stimmung einer sechssaitigen Gitarre (E – A – d – g – h – e′)
  - dreisaitig: z. B. Ausschnitt A – d – g
  - viersaitig: z. B. Ausschnitt d – g – h – e′
- „Magic jazz tuning“: A – e – g
- „Hawaiian tuning“: A – e – fis